# ゼイリブ
『ゼイリブ』（原題：They Live）は、1988年公開のアメリカ合衆国のSFアクション映画。
SFとホラーの形をとった風刺作品であり、またアクション映画の面もあるこの作品には、1980年代の社会に蔓延した物質主義的思考に対する批判や、特権階級の者らがメディアを悪用し人々を洗脳し社会を専制的に支配していることに対する批判や警告が織り込まれている。

## ストーリー
世は貧富の差が激しく、失業者が増える一方だった。しがない肉体労働者で、流れ者のナダ（ソフトによってネイダとも発音・表記）は、ある都市に流れ着いた。建設現場で知り合った男・フランクに誘われて、都心の自由教会が所有する空き地に設けられた、家のない貧民たちのキャンプに住み込むようになった。1台のテレビだけがキャンプ地の人々の唯一の娯楽だったが、そのテレビはたびたび電波ジャックに悩まされていた。決まってヒゲを蓄えた男が画面に現れ、次のようなことを言い始めるのだった。
「我々の暮らしている世界は、『彼ら』の発信する信号により、人工的な仮眠状態にさせられています。彼らは抑圧的な社会を作り上げています。彼らの目的は人々を物質主義者に仕立て上げ、自分たちの正体を詮索させないため、我々を欲に狂わせて、『奴隷』にしているのです……」
ナダは、キャンプ地のそばにある自由教会で賛美歌の歌唱が始まり、キャンプの住民のひとり・ギルバートがそそくさと教会へ入っていくときに、決まって電波ジャックが起こることに気づき、裏口の倉庫から教会に忍び込む。すると賛美歌は録音テープによるものであり、教会堂からは、賛美歌の大音量に紛れて人々の話し声が聞こえた。壁には「THEY LIVE WE SLEEP（彼らは生き、われわれは眠る）」と大書され、つまづいたときに偶然開いた、壁の一部に隠された収納スペースには、何かが密封された大量の段ボール箱が隠されていた。教会堂ではある秘密の会議が開かれていたのだが、関わり合いを恐れたナダは、ひとまず教会をあとにする。
ある夜、教会は多数のパトカーやパトロールヘリに囲まれたうえ、警官隊に襲撃され、宣教師たちは逮捕される。教会が場所を提供していたキャンプ地にも重機がなだれ込み、テントやバラックはことごとく破壊され、キャンプの人々は追い立てられた。ナダは警官隊を振り切り、辛くも逃れた。
翌朝、もぬけの殻になった教会をおとずれたナダは、ふと隠し収納の段ボール箱を思い出し、封を切ってみる。中身は大量のサングラスだった。何気なくそのサングラスをかけて街へ出てみると、広告看板、雑誌の表紙、新聞記事、テレビ番組のキービジュアルはすべて「従え」「考えるな」「眠っていろ」「消費しろ」「結婚して、生殖せよ」といった文字列に見えるのだった。また、裕福そうな人々の大半をサングラス越しに見ると、髑髏のような恐ろしい顔をしていた。彼らは人間に擬態したエイリアンであり、サングラスはエイリアンに抵抗する人々が極秘に開発した、彼らが発する洗脳信号を解除することができる透視装置であり、メディアに仕込んでいるメッセージ、エイリアンの正体、そして通常は目に見えない監視飛行ロボットの存在を見抜くことができるのだった。テレビ中継で演説する政治家も髑髏の顔をしていた。ナダは「そんなことだろうと思ったよ」とつぶやく。
スーパーマーケットで、エイリアンの中年女性に思わず「ひどい顔だな」と話しかけたナダは、どこからかやってきたエイリアンの警官に逮捕されそうになるが、警官の銃を奪って射殺し、さらに街のエイリアンたちを手当たり次第に射殺していく。追われる身となったナダは、通りすがりの女性・ホリーを銃で脅し、自分の身を自宅でかくまうよう命じる。ホリーは地元のテレビ局「ケーブル54」の社員だった。電波ジャックのことや、サングラスのことを話したナダは、ホリーに背後から突然殴りかかられる。ナダは窓ガラスを破って逃げ出す。
ナダは路地のゴミ捨て場に隠していた残りのサングラスを回収し、給料の支払いに現れたフランクに与える。はじめは拒絶するフランクだったが、ナダは殴り合いのすえに何とか彼を説得し、エイリアンの存在に気づかせる。そしてふたりはギルバートとも偶然再会、サングラスを掛けていた3人は無言で状況を理解し合う。ギルバートはエイリアンに対するレジスタンスのリーダーであり、電波ジャックやサングラス製造も彼の仲間によるものだった。レジスタンスの秘密集会に参加したナダとフランクは、「新兵器」としてコンタクトレンズ型の透視装置と、エイリアンからの鹵獲品である、通信機能とワープ機能を備えた腕時計を手渡される。レジスタンスは「ケーブル54」を洗脳信号の発信源とみていたが、「送信所は潔白です。社員である私が保証します」という声が挙げられ、議論は打ち切られた。声の主はホリーだった。ナダに気づいたホリーは、かつての自分の非をナダに詫びる。そこへ、アジトのありかを突き止めた警官隊が乱入し、ギルバートらレジスタンスのほとんどが射殺される。ナダとフランクは腕時計のワープ機能によって何とかその場を脱する。
ワープホールの先は、エイリアンが地下に張りめぐらせた秘密都市だった。そこでふたりは、かつてのキャンプ仲間だった元浮浪者の男と再会する。男はエイリアンへの協力と引き換えに出世街道を歩み、身なりのよい紳士となっていた。ふたりは自分たちが協力者となったと思わせ、男に地下都市を案内させる。地下都市にはエイリアンが出入りする宇宙港としてのワープ場および、「ケーブル54」のテレビスタジオの入り口があった。ナダとフランクは警備員を射殺して社内に乱入し、信号の発信源を探し回る。
社内でナダはホリーと再会し、技術に明るい彼女から、送信アンテナがビルの屋上にあることを聞き出し、そこを目指す。ナダが先に屋上にたどり着くが、後からやって来たのはホリーだけであった。実は彼女もエイリアンの協力者であり、フランクは既に彼女の手により殺されていた。ホリーがナダに銃を突きつけると同時に警察のヘリも機銃で狙いをつけ、絶体絶命となる。しかし、ナダは袖に隠し持っていた銃でホリーを射殺、機銃に撃たれながらもアンテナを破壊、目的を達成しながら事切れた。
擬態信号が利かなくなり、放送中のニュースキャスター、評論家、テレビ俳優、そして街の人々など、社会に溶け込んでいるエイリアンたちの正体が次々と露わになり、世界は大パニックに陥るのだった。

## キャスト
| 役名           | 俳優                       | 日本語吹替                                                                  |
| 役名           | 俳優                       | テレビ朝日版                                                                |
| -------------- | -------------------------- | --------------------------------------------------------------------------- |
| ナダ           | ロディ・パイパー           | 堀勝之祐                                                                    |
| フランク       | キース・デイヴィッド       | 小林清志                                                                    |
| ホリー         | メグ・フォスター           | 弥永和子                                                                    |
| 浮浪者         | ジョージ・バック・フラワー | 麦人                                                                        |
| ギルバート     | ピーター・ジェイソン       | 筈見純                                                                      |
| 宣教師         | レイモン・サン・ジャック   | 阪脩                                                                        |
| 髭の男         | ジョン・ローレンス         | 村松康雄                                                                    |
| 親方           | ノーマン・オールデン       | 幹本雄之                                                                    |
| 父親           | ジェイソン・ロバーズ・Jr   | 山野史人                                                                    |
| テレビの女優   | スーザン・ブランチャード   | 一城みゆ希                                                                  |
| 身なりのいい客 | ジョン・F・ゴフ            | 小島敏彦                                                                    |
| ブロンドの警官 | ノーマン・ハウエル         | 牛山茂                                                                      |
| 黒人革命家     | サイ・リチャードソン       | 小野健一                                                                    |
| その他         |                            | 円谷文彦 秋元千賀子 鹿島信哉 寺内よりえ 塩屋浩三 叶木翔子 渡辺菜生子 砂田薫 |
|                |                            |                                                                             |
| 演出           |                            | 松川陸                                                                      |
| 翻訳           |                            | 入江敦子                                                                    |
| 調整           |                            | 遠西勝三                                                                    |
| 効果           |                            | 南部満治                                                                    |
| 製作           |                            | ニュージャパンフィルム                                                      |
| 初回放送       |                            | 1990年3月25日 「日曜洋画劇場」ノーカット                                    |

## スタッフ
- 監督：ジョン・カーペンター
- 製作：ラリー・J・フランコ
- 製作総指揮：シェップ・ゴードン、アンドレ・ブレイ
- 原案：レイ・ネルソン 「朝の八時」
- 脚本：フランク・アーミテイジ（ジョン・カーペンター）
- 音楽：ジョン・カーペンター、アラン・ハワース
- 美術：ウイリアム・J・ダレル・ジュニア、ダニエル・A・ロミノ
- SFX：ジム・ダンフォース

## 評価
レビュー・アグリゲーターのRotten Tomatoesでは65件のレビューで支持率は85%、平均点は7.20/10となった。Metacriticでは22件のレビューを基に加重平均値が55/100となった。

## 作品解説
この映画は二つの作品から生まれた。ひとつはレイ・ネルソンによる「朝の八時」であり The Magazine of Fantasy and Science Fiction誌に1963年に掲載されたものである。もうひとつは Nadaと呼ばれる作品で、the Alien Encounters comic book に掲載されたものである。
それらの要素に加えて、1980年代にかつてないほどに増大した通俗的な資本主義に対する、カーペンター監督の嫌悪感が表現されている。カーペンター監督はかつて次のようにコメントしたことがある。「ふたたびテレビを見てすぐに気づいたことは、テレビ画面に映し出される映像は全て、我々に何かを売りつける意図のもとにデザインされているということです。映像はすべて我々に何かを買いたいという欲望を起こさせることを意図して作られているのです。彼ら（映像の作り手）がやりたいことと言えば、我々のお金を奪うことだけです」ただし、監督の批判はあくまでも80年代の暴走に対するものであり、21世紀になっても未だに本作を利用しての政治批判や、ネオナチによる反ユダヤ主義の流布が続く状況には、たびたび不快感を示している。「誤解されるが、私は資本主義のこの国に満足している。ただ、批判が無さすぎるのは良くないというだけだ（2015年）」「ゼイリブはヤッピーと資本主義の暴走を描いたもので、世界を支配するユダヤ人を描いたものではない（2017年）」
この作品では、邪悪な骸骨のようなエイリアンがテレビ放送、マスメディアを用いて洗脳手法、例えばサブリミナル効果の手法を用いて人々を支配している様子が描かれている。
劇中主演のロディ・パイパーとキース・デヴィッドが約6分にわたって繰り広げるバックドロップなどのプロレス技を応酬する喧嘩シーンがある。また後半に劇中の登場人物が暴力的な映画を糾弾する内容のテレビ番組を見ているシーンがあり、その番組の中でコメンテーターが「ロメロやカーペンター監督作品は特に酷い」と名指しで批判しているといったジョークを挿入している。

## その他
- 映画では主人公がエイリアンの存在に気付く瞬間は「サングラスをかけること」に改変されているが、原作小説では催眠術から目が覚めることが主人公の覚醒のきっかけとなっている。そして、原作の“They”は、“Fascinator”、つまり「魅惑者」と呼ばれる[5]。